# Галибарди, Джо
Джозеф Девилль Томас (Джо) Галибарди (англ. Joseph Deville Thomas (Joe) Galibardy, 10 января 1915, Калькутта, Британская Индия — 17 мая 2011, Уолтемстоу, Большой Лондон, Англия, Великобритания) — индийский хоккеист (хоккей на траве), полузащитник. Олимпийский чемпион 1936 года.

## Биография
Джозеф Галибарди родился 10 января 1915 года в индийском городе Калькутта.
Учился в школе Гёталз в Курсеонге.
Играл в хоккей на траве и футбол за Бенгальско-Нагпурскую железную дорогу, где работал уборщиком локомотивов.
В 1936 году вошёл в состав сборной Индии по хоккею на траве на Олимпийских играх в Берлине и завоевал золотую медаль. Играл на позиции полузащитника, провёл 5 матчей, мячей не забивал.
Пропустил летние Олимпийские игры 1948 года в Лондоне, потому что его жена ждала седьмого ребёнка.
Занимался тренерской работой, среди его воспитанников — трёхкратный олимпийский чемпион Лесли Клаудиус.
В августе 1956 года вместе с семьёй эмигрировал в Великобританию.
Умер 17 мая 2011 года в лондонском районе Уолтемстоу в Англии, где жил с момента прибытия в Великобританию. На момент смерти был последним остававшимся в живых членом сборной Индии по хоккею на траве, победившей на Олимпиаде в Берлине.